# Заккиас, Паоло
Паоло Заккиас (1584, Рим — 1659, Рим) — итальянский медик. Был придворным врачом папы Римского Иннокентия X и Александра VII и советником Трибунала Священной Римской Роты. Известен прежде всего как основатель судебной медицины. Его сперва 7-томный, а затем расширенный до 9-ти томов труд «Судебно-медицинские вопросы» («Quaestiones medico-legales») был первым систематизированным руководством для медиков.

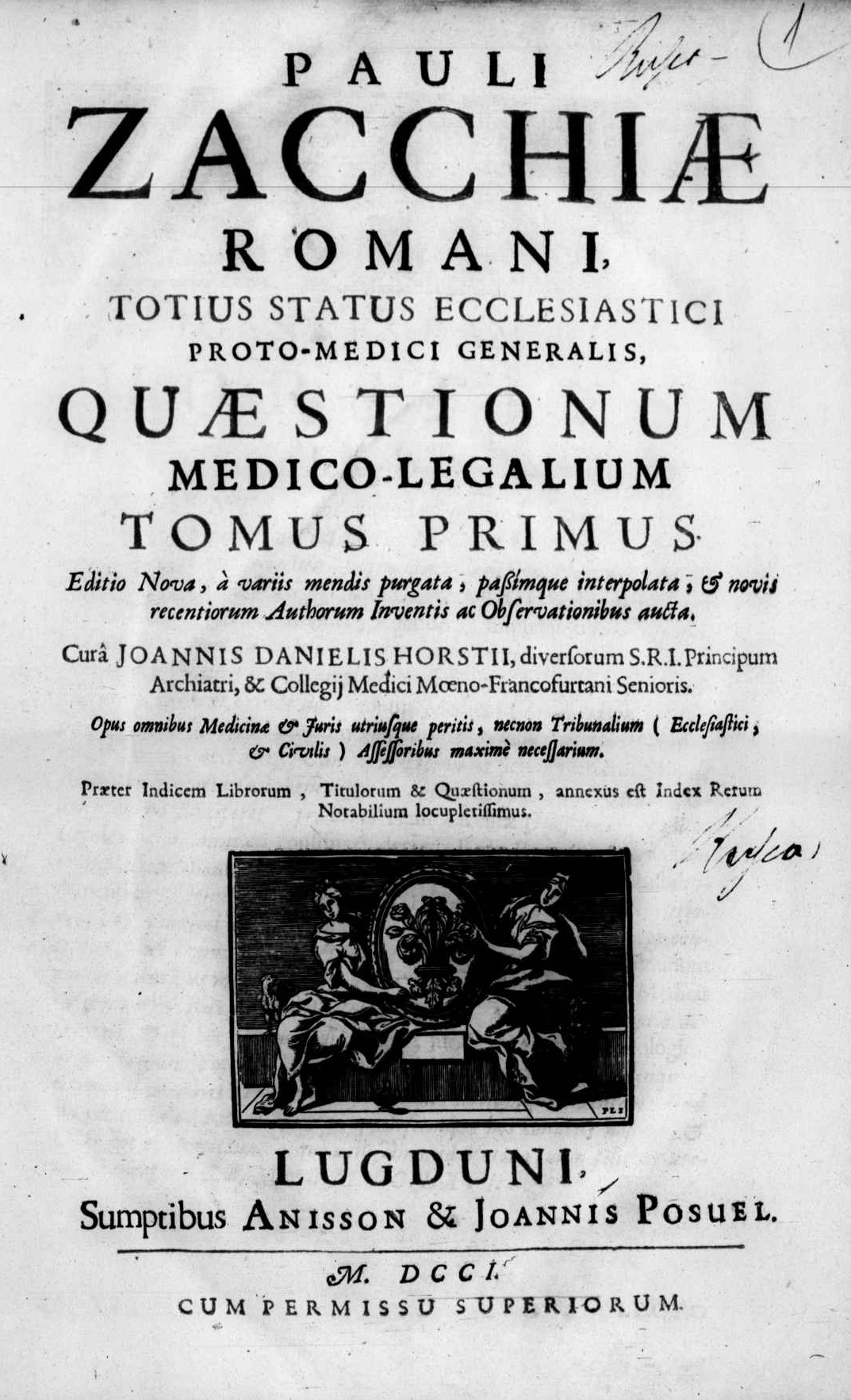
Quaestiones medico-legales, tome I, édition du 1701